# 黔敖
黔敖（？—？），春秋時期齊國貴族，出自《禮記·檀弓下》。

## 經歷
齊大饑，黔敖為食於路，以待餓者而食之。有餓者蒙袂輯屨，貿貿然來。黔敖左奉食，右執飲，曰：「嗟！來食。」揚其目而視之，曰：「予唯不食嗟來之食，以至於斯也。」從而謝焉；終不食而死。曾子聞之曰：「微與？其嗟也可去，其謝也可食。」
春秋時期，齊國發生大饑荒，黔敖於路賑災。見一名饑者蒙袂前來，黔敖便向他道：「嗟！來食。」饑者見其失禮，便稱自己不食嗟來之食，拒絕了黔敖的食物。黔敖意識到自己的無禮，隨後向他道歉，卻無法挽回饑者的心意。最終，饑者不食致死。
曾參聽說了這件事，評論道：「你被失禮地吆喝著吃飯，可以離去不吃，但如果他道歉了，你也就可以吃了。」

## 墓塚
於山東省臨淄區的臨淄墓群中 ，有黔敖的紀念性墓碑。